# Fire & Blood
Fire & Blood (Pt: Sangue & Fogo / Br: Fogo & Sangue) é um livro escrito por George R. R. Martin que serve como uma prequela dos eventos ocorridos na série literária A Song of Ice and Fire. Este livro narra a trajetória dos membros da poderosa e temida Casa Targaryen, famosa por seus dominadores de dragões e poderosos monarcas que reinaram nos Sete Reinos durante quase 300 anos.
Embora tenha sido planejado que a publicação desde livro fosse após a conclusão da crônica, Martin revelou sua intenção de publicar a história dos Targaryen em dois volumes. Fire & Blood é o primeiro volume, e foi lançado em 20 de novembro de 2018.

## Enredo
O primeiro volume de Fogo & Sangue contém a origem da família Targaryen. Os Targaryen faziam parte das famílias mais nobres e poderosas da Cidade Franca de Valíria, e eram conhecidos como uma das Quarenta Famílias, que criavam e dominavam dragões. Eles vieram para Westeros doze anos antes da Perdição de Valíria, um grande cataclismo que devastou o mais poderoso império de Essos. A jovem Daenys Targaryen, a Sonhadora, previu o que iria acontecer e convenceu seu pai, Aenar, a fugir da cidade com sua família e dragões e se instalar numa ilha que mais tarde se tornaria Pedra do Dragão.
Um século depois, Aegon I Targaryen deu início a uma guerra para conquistar todos os reinos de Westeros, após desentendimentos e ameaças de lordes locais. Ele conseguiu conquistar, um por um, seis dos sete reinos do continente com a ajuda de suas irmãs-esposas Visenya e Rhaenys, com seus dragões Vhagar, Meraxes, e Balerion. Ele se apoderou do último reino graças a um casamento político. Os Targaryen criaram a cidade de Porto Real para ser a nova capital de Westeros. Primeiramente, construíram um forte que servia como a sede do governo, que anos mais tarde, foi substituído pela Fortaleza Vermelha. Aegon derreteu as espadas de seus opositores e criou o Trono de Ferro, que se tornou o grande símbolo de poder em Westeros. Durante sua vida, Aegon I teve dois herdeiros, um filho com Rhaenys (Aenys) e outro com Visenya (Meagor). Aenys subiu ao trono logo após a morte de sua pai e sua ascensão ao Trono de Ferro fez eclodir uma série de rebeliões, a primeira e maior sendo a Revolta da Fé Militante, que abominava os monarcas nascidos de incesto. Aenys se mostrou indeciso e frágil durante a crise e a responsabilidade caiu sobre os ombros de seu meio-irmão Maegor, a Mão do Rei (conselheiro real). Após a morte de Aenys, Maegor entrou em conflito com seu sobrinho pela posse do trono e isso resultou na morte do príncipe herdeiro Aegon, filho mais velho de Aenys. Meagor também supervisou o término da Fortaleza Vermelha, e se tornou um tirano, onde casas nobres demonstraram pouco interesse em apoiá-lo. Após a morte da sua mãe, a rainha viúva Visenya, Maegor ficou devastado e isso junto com altas traições resultou em sua morte misteriosa no Trono de Ferro.
Jaehaerys I foi o terceiro filho sobrevivente do Rei Aenys, ele herdou o reinado de seu tio Meagor aos quatorze anos. Jaehaerys pacificou a revolta com a oferta de anistia para todos os participantes e da dissolução da Fé Militante. Jaehaerys governou por 55 anos, tornando-se o mais antigo governante dos reis Targaryen, o que levou a ele também a ser referido como o "Velho Rei". Jaehaerys trouxe para o reino um tempo de grande paz e prosperidade, auxiliado por sua amada esposa-irmã, Rainha Alysanne. Jaehaerys e Alysanne tiveram treze filhos, embora apenas nove viveram até a idade adulta. Todos os filhos homens do rei morreram, restando apenas sua neta Rhaenys para herdar o trono, mas ela foi substituída pelo príncipe Viserys no Grande Conselho de 101. O Rei Jaehaerys I morreu aos 69 anos e toda Westeros lamentou sua morte. O Rei Viserys I fez um bom governo e continuou com a paz próspera deixada por seu avô. O seu reinado marcou o ápice do poder da Casa Targaryen. Teve três filhos com sua primeira esposa, uma mulher da Casa Arryn. Dois dos filhos morreram na infância, de modo que só restou sua filha, a Princesa Rhaenyra, que viveu até a idade adulta. Rhaenyra permaneceu como a herdeira, sendo esta decisão confirmada no testamento do rei, à frente do irmão mais novo de Viserys, o príncipe Daemon (o "príncipe desonesto"). Mais tarde, Viserys se casou novamente, desta vez com a filha do seu conselheiro Otto Hightower, a Alicent, e teve quatro filhos com ela: os príncipes Aegon, Aemond e Daeron e princesa Helaena.
Quando o rei Viserys I Targaryen morreu no 129º ano depois da Conquista, sua viúva, a rainha Alicent, faz com que seu filho Aegon torne-se rei, antes que a princesa Rhaenyra pudesse reivindicar o Trono de Ferro. Embora Rhaenyra seja a filha mais velha do rei e tenha sido nomeada sua sucessora anos antes, Alicent com seu pai Otto e seus apoiadores declararam Rhaenyra incapaz de governar e argumentaram que, como mulher, Rhaenyra devia ser colocada atrás dos filhos do sexo masculino de Alicent na linha de sucessão. Depois que Rhaenyra se declara rainha em Pedra do Dragão, seu filho do meio, Lucerys Velaryon, sai com seu dragão para procurar o apoio de Lorde Borros Baratheon de Ponta Tempestade. No entanto, Lucerys e seu dragão são mortos lá pelo irmão do meio do agora Rei Aegon II, o príncipe Aemond. O irmão do falecido rei Viserys I, tio e também atual marido de Rhaenyra, o príncipe Daemon, manda matar o filho e herdeiro de Aegon II, Jaehaerys, por vingança. Logo a dinastia real Targaryen se divide em duas facções conhecidas como os Verdes (de Aegon II) e os Negros (de Rhaenyra), que entram em uma guerra conhecida pelos poetas como "A Dança dos Dragões".  Ao longo de três anos, o continente foi massacrado por grandes batalhas, onde cidades inteiras eram reduzidas as cinzas pelo fogo dos dragões. Rhaenyra chegou a conquistar o trono por um breve período. O povo de Porto Real, cansado do conflito constante e do medo de dragões destruirem sua cidade, invade o Poço dos Dragões, matando uma grande parte da população de dragões em Westeros. Eventualmente, todos os filhos de Rhaenyra do seu primeiro casamento com Leanor Velaryn são mortos, exceto os filhos dela com Daemon: os príncipes Aegon e Viserys. Ao fugir de Porto Real, ela é capturada pelo exilado rei Aegon II e oferecida como alimento ao seu dragão Sunfyre. Mesmo com a morte de Rhaenyra, os conflitos se estenderam até Aegon II ser assassinado por seus próprios apoiadores.
Como membro masculino mais próximo do tio Aegon II, Aegon, o filho de Rhaenyra, tornou-se o rei Aegon III com o fim da Dança dos Dragões. Para selar a paz entre Verdes e Negros, Aegon III casou-se com sua prima, Jaehaera Targaryen, a última criança viva de Aegon II. Esse ato esperava unir os dois ramos conflituosos e apaziguar as duas facções no reino dividido. O curto casamento não produziu herdeiros. Pelo fato de herdar o Trono de Ferro com onze anos, vários regentes e Mãos do Rei governaram em nome de Aegon pelos cinco primeiros anos de seu reinado. Numerosos conflitos políticos, tramas e assassinatos percorreram esses cinco anos enquanto os regentes se digladiavam pelo poder. Sua primeira esposa morreu nessa época (alguns dizem suicídio, outros assassinato). Aegon posteriormente casou-se com Daenaera Velaryon. Ao atingir a maioridade, Aegon demitiu os regentes e a Mão do Rei e nomeou seu irmão, o Príncipe Viserys, para ocupar este posto. Como rei, Aegon III lutou para dar ao reino paz e prosperidade, mas sua frieza o afastou de sua corte, lordes e povo. Ele é frequentemente culpado pela morte do último dragão, já que mantinha uma grande distância das criaturas após testemunhar Sunfyre devorando sua mãe.

## Desenvolvimento
Em 2014, mais de 200.000 palavras foram removidas do manuscrito do livro de Martin, The World of Ice & Fire, e incorporadas ao Fire & Blood.  Em fevereiro de 2017, Elio M. García Jr., co-autor de Martin para The World of Ice & Fire, relatou que havia conversado com Martin no WorldCon 75, realizado em 2017 em Helsinque, sobre o primeiro volume de Fire & Blood. De acordo com García, além do material nunca publicado, desenvolvido para The World of Ice & Fire, Martin também criou um material totalmente novo para o livro, tendo "trabalhado um pouco para aprimorar um pouco" o longo reinado do rei Jaehaerys I Targaryen, que foi mencionado anteriormente apenas em "Herdeiros do dragão", um texto não publicado que Martin resumiu na novela The Rogue Prince. 
Em 22 de julho de 2017, Martin revelou em seu blog que o material de Fire & Blood havia crescido tanto que havia sido tomada a decisão de publicar as histórias dos reis Targaryen em dois volumes. O primeiro volume, simplesmente chamado de Fire & Blood, está definido para cobrir a história de Westeros desde a conquista de Aegon até e através da regência do menino rei, Aegon III Targaryen. O livro contém mais de setenta e cinco ilustrações em preto e branco de Doug Wheatley.  Embora o primeiro volume de Fire & Blood tenha sido publicado, o segundo volume foi praticamente não escrito em julho de 2017.  Em abril de 2018, ao anunciar a data de publicação, Martin revelou que o manuscrito tinha 989 páginas. Um trecho foi revelado em outubro de 2018.

## Recepção
Fire & Blood  recebeu críticas mistas dos críticos. Hugo Rifkind de The Times descreveu como "uma porcaria interminável e auto-indulgente". Roisin O'Connor de The Independent culpou o livro por seu tom seco, e afirmou que a leitura parece que "você recebeu um pedaço de lição de casa ligeiramente interessante, mas muitas vezes tedioso". Por outro lado, o escritor Dan Jones de The Sunday Times elogiou o livro, chamando-o de "uma obra-prima da ficção histórica popular".

## Adaptação
Uma adaptação televisiva baseada no material de Fire & Blood foi anunciada pela HBO em outubro de 2019. Esta nova série se chamará House of the Dragon e servirá como spin-off de Game of Thrones. 10 episódios já foram encomendados e serão produzidos por Martin, Vince Gerardis, Ryan Condal e Miguel Sapochnik, onde Condal e Sapochnik atuarão como showrunners da série. 